# Charianthus nodosus
Charianthus nodosus är en tvåhjärtbladig växtart som först beskrevs av Louis Auguste Joseph Desrousseaux, och fick sitt nu gällande namn av José Jéronimo Triana. Charianthus nodosus ingår i släktet Charianthus och familjen Melastomataceae. Inga underarter finns listade i Catalogue of Life.